# Celph Titled
Victor Mercer (* 16. November 1980 in Tampa, Florida), besser bekannt als Celph Titled, ist ein US-amerikanischer Hip-Hop Künstler und Plattenproduzent, der unter anderen Mitglied der Hip-Hop-Gruppen Army of the Pharaohs, Demigodz, sowie der bereits inaktiven Musikgruppe The Boss Hog Barbarians ist.

## Biografie
Victor Mercer wurde in Tampa, Florida geboren und wuchs in Hillsborough County auf.
Seine Rap-Karriere begann 1993, nachdem er nach New York City zog und als In-House Producer bei A&R startete. 2005 wurde er von dem zweifachen Grammy-Award-Gewinner und Linkin-Park-Mitglied Mike Shinoda eingeladen, bei dem Album The Rising Tied des Alternative-Hip-Hop-Projekts Fort Minor mitzuwirken. Dieses Album wurde von Mike Shinoda selbst und Raplegende Jay-Z produziert.
Nachdem Mercer mit DJ Green Lantern am Mixtape Fort Minor: We Major gearbeitet hatte, startete er 2006 eine landesweite Tour mit Fort Minor. Mercer veröffentlichte das Album The Gatalog: A Collection of Chaos, ein 4-Disc-Set seiner Gastauftritte und Freestyles seine frühen Veröffentlichungen aus dem Jahr 1998 als offizielles erstes Angebot für eine florierende Fangemeinde, die ihn bereits als erfahrenen Veteranen ansah. Nach der Veröffentlichung von The Gatalog und einem Umzug nach Tampa arbeitete Mercer drei Jahre lang mit dem DITC-Multi-Platin-Produzenten Buckwild an seinem ersten Album Nineteen Ninety Now, das am 26. Oktober 2010 bei No Sleep Records veröffentlicht wurde.
Außerdem war er 2006 mit dem Musikproduzenten J-Zone als The Boss Hog Barbarians aktiv.
Am 5. März 2013 erschien das Album Killmatic von Demigodz an dem Mercer als Exekutiv Producer mitwirkte. Außerdem erschienen die Army of the Pharaohs-Alben Heavy Lies the Crown, Ritual of Battle, The Torture Papers, Rare Shit, Collabos and Freestyles, Heavy Lies the Crown und The Unholy Terror bei denen er jeweils zahlreiche Auftritte hatte und auch manchmal als Producer mitarbeitete.

## Diskografie

### Solo
Alben:
- 2000: Beefsteak Breaks (Beat Your Meat Records)

- 2006: The Gatalog: A Collection of Chaos (Endless Recording Company, Demigodz Records)
- 2020: The Fresh Prince of Hell's Lair (TBA, Dirty Version Records)

Singles & EPs:
- 2001: Right Now (Bronx Science Recordings)

### Mit Army of the Pharaohs
- 2003: Rare Shit, Collabos and Freestyles
- 2006: The Torture Papers (Babygrande Records)
- 2007: Ritual of Battle (Babygrande Records)
- 2010: The Unholy Terror (Babygrande Records, Enemy Soil, Demigodz Records)
- 2014: In Death Reborn (Babygrande Records, Enemy Soil, Demigodz Records)
- 2014: Heavy Lies the Crown (Enemy Soil)

### Mit Demigodz
- 2013: Killmatic (Dirty Version Records)

### Mit The Boss Hog Barbarians (mit J-Zone)
Alben:
- 2006: Every Hog Has Its Day (Mt. Kill-A-Ho/Hog Cabin Ent.)

Singles & EPs:
- 2006: Steady Smobbin‘ (Mt. Kill-A-Ho/Hog Cabin Ent.)

Sonstiges:
- The Hogs Sing The Hits: Pig Parodies (HipHopSite.com Records)

### Mit Apathy
Alben:
- 2006: No Place Like Chrome (Antidote)
- 2011: Will Sing for Vengeance
- 2016: Unseen Obscene (Dirty Version Records)
- 2017: Demonology
- 2018: The Sordid History Of Ritual
- 2018: Blue Sky On Mars
- 2019: Paragraphs Of Murder

Singles & EPs:
- 2001: No Joke / Science Of The Bumrush (Stonegroove Records)
- 2007: Sound Of The Clap / Nut Reception (Antidote)

Kompilationen:
- 2014: War Syndrome
- 2020: Tour Lords

### Mit Buckwild
Alben:
- 2010: Nineteen Ninety Now (No Sleep Records)

Kompilationen:
- 2011: Nineteen Ninety More (No Sleep Records)